# 아이돌리쉬 세븐
《아이돌리쉬 세븐》(일본어: アイドリッシュセブン, IDOLiSH7)는 반다이 남코 온라인이 제작한 모바일 장치 전용의 소셜 게임이다.

## 개요
아버지가 경영하는 「타카나시 예능 사무소」에서 일하게 된 주인공이 소속 7인조 남성 아이돌 「IDOLiSH7」의 매니저를 담당하면서 그들을 톱 아이돌로 성장시키기 위해서 분투하는 스토리가 그려진다.
메인 스토리는 제3부까지 완결했고, 제4부는 2019년 2월 20일부터 착신 개시했다.

## 등장인물

### IDOLiSH7 (아이돌리쉬 세븐)
이즈미 이오리 (和泉 一織)
성우 : 마스다 토시키
니카이도 야마토 (二階堂 大和)
성우 : 시라이 유스케
이즈미 미츠키 (和泉 三月)
성우 : 요나가 츠바사
요츠바 타마키 (四葉 環)
성우 : KENN
오오사카 소고 (逢坂 壮五)
성우 : 아베 아츠시
로쿠야 나기 (六弥 ナギ)
성우 : 에구치 타쿠야
나나세 리쿠 (七瀬 陸)
성우 : 오노 켄쇼

### TRIGGER (트리거)
야오토메 가쿠 (八乙女 楽)
성우 : 하타노 와타루
쿠죠 텐 (九条 天)
성우 : 사이토 소마
츠나시 류노스케 (十 龍之介)
성우 : 사토 타쿠야

### Re:vale (리:바레)
모모 (百)
성우 : 호시 소이치로
유키 (千)
성우 : 타치바나 신노스케

### ŹOOĻ (주르)
3부의 스토리 중에서 결성된 그룹.
이스미 하루카 (亥清 悠)
성우 : 히로세 유야
이누마루 토우마 (狗丸 トウマ)
성우 : 키무라 스바루
미도 토라오 (御堂 虎於)
성우 : 콘도 타카시
나츠메 미나미 (棗 巳波)
성우 : 니시야마 코타로

### 관계자

#### 타카나시 예능 사무소
타카나시 츠무기 (小鳥遊 紡)
성우 : 사토 사토미 (TV 애니메이션만)
타카나시 오토하루 (小鳥遊 音晴)
성우 : 치바 스스무
오오가미 반리 (大神 万理)
성우 : 오키츠 카즈유키
키나코 (きなこ)
성우 : 사토 사토미 (TV 애니메이션만)

#### 야오토메 예능 사무소
야오토메 소우스케 (八乙女 宗助)
성우 : 코니시 카즈유키
아네사기 카오루 (姉鷺 カオル)
성우 : 카와하라 요시히사

#### 오카자키 예능 사무소
오카자키 린토 (岡崎 凛人)
성우 : 후루카와 마코토
오카자키 린타로 (岡崎 凛太郎)
성우 : 나카무라 유이치

#### 츠쿠모 프로덕션
츠쿠모 료 (月 雲了)
성우 : 타카하시 히로키
우츠기 시로 (宇都木 士郎)
성우 : 사쿠라이 타카히로

#### 연예 관계자
쿠죠 타카마사 (九条 鷹匡)
성우 : 츠다 켄지로